# سفارت سوئد در اتاوا
سفارت سوئد در اتاوا (به انگلیسی: Embassy of Sweden) یک سفارت در کانادا است که در اتاوا واقع شده‌است.